# Jean-Jacques Guyon
Jean-Jacques Guyon (Párizs, 1932. december 1. – Fontainebleau, 2017. december 20.) olimpiai bajnok francia lovas.

## Pályafutása
Az 1968-as mexikóvárosi olimpián lovastusa egyéniben olimpiai bajnok lett Pitou nevű lovával. Csapatversenyben a negyedik helyen végzett társaival.

## Sikerei, díjai
- Olimpiai játékok – lovastusa egyéni
  - aranyérmes: 1968, Mexikóváros